# Clap (álbum)
Clap es el primer y único álbum de la banda argentina Clap. Fue publicado en 1986 por el sello RCA.
Ese disco mostraba una sorprendente mixtura de ritmos y estilos, que muchos definirían luego como world beat (algo así como el ritmo de la aldea global).
La canción que más difusión logró fue "Simios", publicada en un simple para difusión en las radios que presentaba el tema "Tiempo solar" en la cara B.

## Historia
En 1984, cuando algunos de sus integrantes aún no habían cumplido los 19 años, decidieron grabar un demo. Para ello alquilaron unas horas en los Estudios Jardín, con la ingeniería de grabación de Ernesto Zoca. Los temas elegidos fueron "Mi jet interior", "La obsesa" y "Tiempo solar".
El disco tiene la particularidad de haber sido grabado por las dos formaciones que tuvo Clap en su corta existencia. En medio de la grabación, Christian Basso (bajo), Fernando Samalea (batería) son convocados por Charly García para la gira internacional de Piano Bar. En su reemplazo llegaron Ricardo Sáenz Paz y Mariano Casanova, respectivamente.
En la edición de octubre de 1986, la revista Pelo escribió en su crítica: "Aunque Clap grabó su disco en el momento más difícil de su corta pero complicada historia (cuando sufría la deserción de la contundente base conformada por Christian Basso y Fernando Samalea) y lo edita en condiciones que no son precisamente las mejores (como la falta total de difusión, por ejemplo), es indudable que el debut discográfico de la banda sirve para medir el desarrollo estilístico que la música del grupo ya ha alcanzado, amén de convertirse en una de las óperas primas más auspiciosas en lo que va del año".
"El álbum reúne algunas de las mejores canciones que presentó Clap en vivo", decía Pelo, "como 'Metrónomos', 'Brujerías flotantes' y 'Animal de cuevas' y una canción que se diferencia sustancialmente del resto y que fue grabada en la etapa posterior a la deserción de Basso y Samalea: 'Amor y dureza'. Que este último tema sea sin dudas el más logrado de toda la placa alimenta las expectativas por lo que Clap de aquí en adelante pueda hacer".
En 2004, el álbum fue reeditado en CD (el lanzamiento original sólo estaba disponible en vinilo y casete) con varios bonus tracks.

## Lista de canciones
| N.º | Título                              | Duración |
| --- | ----------------------------------- | -------- |
| 1.  | Brujos (Brujerías flotantes)        | 4.47     |
| 2.  | Metrónomos                          | 3.00     |
| 3.  | Atlántida, O La Laguna De Ness      | 4.00     |
| 4.  | Hombre Primitivo (Animal De Cuevas) | 2.34     |
| 5.  | Paranoico Y Violento                | 2.43     |
| 6.  | Amor Y Dureza                       | 1.41     |
| 7.  | Simios                              | 2.59     |
| 8.  | Flotando (Soy Flotando)             | 3.47     |
| 9.  | Mi Jet Interior                     | 2.57     |
| 10. | Obsesivo (Obsesivo Y Frustrado)     | 3.16     |
| 11. | Tiempo Solar                        | 3.16     |
| 12. | Voy Caminando                       | 6.36     |
| 13. | Lirulorehim                         | 3.46     |
| 14. | 5 Porteros                          | 3.03     |
| 15. | Dos Veces El Mismo Agua             | 5.20     |
| 16. | La Isla                             | 4.44     |

Pistas 12 a 16 sólo disponibles en la reedición en CD.

## Músicos

### Clap
- Diego Frenkel - guitarra y voz.
- Adi Azicri - guitarra y coros.
- Sebastián Schachtel - teclados, sintetizadores, máquina de ritmos y coros.
- Beno Guelbert - percusión y coros.
- Christian Basso - bajo.
- Fernando Samalea - batería.
- Ricky Sáenz Paz - bajo en pistas 12 a 16.
- Mariano Casanova - batería en pistas 12 a 16.

### Invitados
- Celsa Mel Gowland - coros en 1, 4, 9, 11.
- Carlos Cassella - coros en 4, 9, 11.
- Sebastián Schon - saxo y coros en 5, 7.